# Hrvatska traži zvijezdu
Hrvatska traži zvijezdu (skr. HTZ), bila je hrvatska natjecateljska emisija, hrvatska inačica Pop Idola koja se prikazivala na RTL Televiziji od 2009. do 2011. Održane su tri sezone emisije, čiji su pobjednici bili Bojan Jambrošić, Kim Verson i Goran Kos.

## O emisiji
Emisija se sastojala se od audicija i emisija uživo. Nakon audicija, u kojima je žiri birao sedamnaest najboljih natjecatelja, kreću emisije uživo. U prvoj emisiji uživo bira se deset najboljih, a kasnije natjecatelji ispadaju jedan po jedan. Emisije uživo ovise isključivo o glasovima publike, osim u prvoj emisiji uživo gdje žiri ipak može odabrati troje natjecatelja (svaki član žirija bira jednog). Zadnja emisija uživo je finalna, a u finalu ostaje dvoje natjecatelja. Emisije uživo prikazivale su se petkom u 20:00 na RTL Televiziji u dva dijela. Prvi dio trajao je oko dva do tri sata, a drugi dio (nakon jednosatne stanke za glasovanje) oko pola sata. U tome drugom djelu birao se natjecatelj koji ispada, a ako je finale, onda se u tom djelu bira pobjednik.
Audicije za emisiju održavale su se u četiri najveća hrvatska grada, u Zagrebu, Rijeci, Osijeku i Splitu. Žiri je bio tročlan, a predsjednik žirija bio je Tony Cetinski. U prvoj sezoni, žiri emisije je bio sljedeći: Tony Cetinski, Jelena Radan i Goran Lisica - Fox, dok je u drugoj sezoni Jelena Radan zamijenjena Anđom Marić. Tony Cetinski kao predsjednik žirija imao je neke povlastice: to se odnosilo na prolazak natjecatelja - imao je pravo odlučiti pustiti nekog natjecatelja iako ne dijeli mišljenje s drugim članovima žirija. U trećoj sezoni ponovno je došlo do promjene ženskog člana žirija te je na mjesto Anđe Marić stigla Ivana Mišerić. 
Voditeljica emisije bila je Antonija Blaće. U prvoj sezoni, iza pozornice s natjecateljima bio je Marko Lušić, no u drugoj sezoni zamijenio ga je Ivan Šarić. Bio je i voditelj HTZ Magazina, a u trećoj sezoni ponovno je došlo do promjene iza pozornice - Ivana Šarića zamijenila je Ecija Ivušić, dok je voditeljicu Antoniju Blaće zamijenio Ivan Šarić, a HTZ Magazin je otkazan.
2022. godine, RTL je otkupio prava na emisiju pa je 2023. nastavio sa serijalom Idol u Hrvatskoj sa showom Superstar.

## Sezone
Održane su tri sezone emisije, 2009., 2010. i 2011.

### Prva sezona
Prva sezona emisije započela je audicijama u Zagrebu, Rijeci, Osijeku i Splitu. Prva emisija uživo održana je 17. travnja 2009. sa 17 natjecatelja. Do finala, 19. lipnja 2009., održano je deset emisija uživo. U emisijama uživo, osim u prvoj, ispadao je po jedan natjecatelj do finala.
Pobjednik prve sezone bio je Bojan Jambrošić iz Čakovca, dok je na drugom mjestu završio Zoran Mišić iz Valpova. Na trećem je mjestu ostala Barbara Dautović. Nakon showa, osim pobjednika Bojana Jambrošića, zapaženiju pjevačku karijeru ostvarili su Zoran Mišić, Nika Antolos, Manuela Svorcan i Carla Belovari. Nekoliko je kandidata tijekom trajanja showa bilo pozvano na koncert Tonyja Cetinskog u Zagrebu. Na kraju sezone, održana je mini-turneja HTZ-a u Rijeci, Osijeku, Splitu i Zadru.

### Druga sezona
Druga je sezona započela početkom 2010. audicijama u Splitu, Osijeku, Opatiji i Zagrebu. Zagrebačka audicija bila je najduža pa je na TV-u prikazana u tri emisije. U drugoj sezoni promijenjena je članica žirija Jelena Radan Anđom Marić. Osim nje, na mjesto voditelja umjesto Marka Lušića došao je Ivan Šarić.
Druga sezona showa imala je veći studio za emisije uživo, novu scenografiju te sastav koji prati pjevanje natjecatelja uživo. Uz to, s prikazivanjem je započeo i HTZ Magazin. Pravila natjecanja i glasovanja ostala su jednaka kao u prvoj sezoni. 
Pobjednica druge sezone showa bila je Kim Verson, dok je na drugom mjestu ostao Vilibald Kovač.
Tony Cetinski je ponovo pozvao nekolicinu kandidata na svoj koncert, jednako kao i u sezoni prije. Uz to, organizirana je serija koncerata posebno za kandidate showa: u Zagrebu, Rijeci i Osijeku.

### Treća sezona
Treća je sezona započela početkom 2011. audicijama u Splitu, Osijeku, Opatiji i Zagrebu. Na mjesto Anđe Marić došla je Ivana Mišerić. 
HTZ Magazin je otkazan, a glasanje ostaje isto kao i ono u prve dvije sezone. 
Pobjednik treće sezone showa bio je Goran Kos, dok je na drugom mjestu ostala Marcela Oroši. Nakon showa, ponovno je organizirana HTZ-ova turneja u više gradova.[nedostaje izvor]
Na mjesto Antonije Blaće došao je Ivan Šarić, a na njegovo mjesto voditelja iza pozornice došla je Ecija Ivušić.

## HTZ Magazin
Hrvatska traži zvijezdu - Magazin bio je produžetak HTZ-a u kojemu se prikazivao tjedan natjecatelja i pripreme prije emisije uživo. Voditelj HTZ Magazina bio je Ivan Šarić koji se družio s natjecateljima pokušavajući ih upoznati s publikom. Prikazivao se utorkom u 21:00 na RTL-u. Magazin je s prikazivanjem započeo u drugoj sezoni, dok je u trećoj sezoni otkazan.

## Vanjske poveznice
- Službena stranica